# 興利（香港）
興利（香港）控股有限公司，簡稱興利（香港）控股，以及興利（香港）（英語：Hing Lee (HK) Holdings Limited，港交所：0396），於1993年由當時Hing Lee Furniture Limited（Minland Holdings Limited前身，由宋啟慶（主席和首席執行官）、張港璋、黃偉業和陳國堅創立私人企業），以及常平興利發展公司設立名為「東莞富豪家具有限公司」，再在1995年設立名為「深圳大豪家具有限公司」。
其後在2002年設立「深圳興利家具有限公司」，主要設計、製造及批發各類傢俱產品，品牌為「尊典」、「歐瑞」、「德加」，總部位於香港新界沙田安耀街3號匯達大廈11樓1101室。
該股份在2009年6月22日於港交所主板上市。招股價為1.02港元，發行新股配售為5000萬股，集資額為5100萬港元。

## 連結
- hingleehk.com.hk （页面存档备份，存于）
- novita.net.cn （页面存档备份，存于）